# Gekehrt

Nach links gewendeter schwarzer Elchkopf

Gekehrt (auch gewendet) ist in der Heraldik die Bezeichnung für die Positionierung eines oder mehrerer Schilde sowie von Wappenfiguren und deren einzelnen Teilen. Das trifft zu, wenn von der normalen Darstellung abgewichen wird. Es muss immer angegeben werden, ob sie nach rechts oder links gekehrt / gewendet sind. Wappentiere schauen ohne Erwähnung nach rechts (Schildträgersicht). Der Begriff gehört zum fachspezifischen Wortschatz der Heraldik.